# Aphaniosoma palestinense
Aphaniosoma palestinense (лат.) — вид мух рода Aphaniosoma из семейства Chyromyidae. Видовой эпитет дан по месту обнаружения типовой серии.

## Распространение
Израиль.

## Описание
Мелкие мухи с телом длиной 1,1 (самец), 1,2 мм (самка). Вид окрашен в тёмно-коричневый до чёрного и бледно-жёлтый цвета, что придает ему пестрый вид; лоб с парой длинных волосков перед передним оцеллием, которые широко разделены и параллельны друг другу; лоб жёлтый у самца и с широкой коричневой поперечной полосой у самки; щитик и большая часть плевры всегда жёлтые; самец с большим блестящим чёрным гипопигием и широким бледно-жёлтым сурстилусом. Новый вид близок к A. acitergum и A. angulitergum, но он темнее и отличается деталями гипопигия. По общему габитусу он также похож на A. daedalum, особенно по внешнему виду гипопигия самца in situ.